# 오지호 (배우)
오지호(吳智昊, 1976년 5월 12일~)는 대한민국의 배우이다.

## 출연 작품

### 드라마
- 2001년 KBS2 월화드라마 《쿨》 - 서필립 역
- 2002년 MBC 월화드라마 《고백》 - 김명우 역
- 2002년 MBC 금요드라마 《MBC 베스트극장 - 심심풀이 로맨스》
- 2002년 MBC 금요드라마 《MBC 베스트극장 - 날아라 내 딸아》
- 2002년 SBS 《남과 여 - 무도씨에게》
- 2003년 SBS 주간 시트콤 《형사》
- 2003년 KBS2 《드라마 시티 - 손수건을 흔들며》
- 2004년 KBS2 수목드라마 《두번째 프러포즈》 - 남경수 역
- 2005년 MBC 금요드라마 《MBC 베스트극장 - 나의 아름다운 이발소》
- 2005년 MBC 수목드라마 《신입사원》 - 이봉삼 역
- 2005년 MBC 수목드라마 《가을 소나기》 - 최윤재 역
- 2006년 KBS2 주말드라마 《인생이여 고마워요》 - 윤진수 역
- 2006년 MBC 주말 특별기획 《환상의 커플》 - 장철수 역
- 2007년 SBS 주말특별기획《칼잡이 오수정》 - 고만수 역
- 2008년 KBS2 월화드라마 《싱글파파는 열애중》 - 강풍호 역
- 2009년 MBC 월화드라마 《내조의 여왕》 - 온달수 역
- 2010년 KBS2 수목드라마 《추노》 - 송태하 역
- 2010년 KBS2 수목드라마 《도망자 플랜 B》 - 케빈 정 역 (특별출연)
- 2012년 tvN 수목드라마 《제3병원》 - 김승현 역
- 2013년 KBS2 월화드라마 《직장의 신》 - 장규직 역
- 2013년 tvN 월화드라마 《빠스껫 볼》 - 도박농구사 역
- 2014년 OCN 일요드라마 《귀신 보는 형사 처용》 - 윤처용 역
- 2014년 JTBC 금토드라마 《하녀들》 - 무명 / 이비 역
- 2015년 SBS 심야드라마 《심야식당》 - 성균 역 (특별출연)
- 2015년 OCN 일요드라마 《귀신 보는 형사 처용 2》 - 윤처용 역
- 2016년 MBC 토요드라마 《마이 리틀 베이비》 - 차정한 역
- 2016년 KBS2 수목드라마 《오 마이 금비》 - 모휘철 역
- 2018년 SBS 월화드라마 《키스 먼저 할까요》 - 은경수 역
- 2019년 KBS2 수목드라마 《왜그래 풍상씨》 - 이진상 역
- 2019년 tvN 토일드라마 《호텔 델루나》 - 구현모 역 (1회 특별출연)
- 2019년 MBC 주말특별기획 《두 번은 없다》 - 감풍기 역
- 2023년 채널A 월화드라마 《가면의 여왕》 - 최강후 역
- 2025년 MBN Plus 드라마 《허식당》 - 자객 / 강 형사 역
- 2025년 MBN 드라마 《청담국제고등학교 2》 - 서희권 역

### 영화
- 1998년 《까》 다른 조 연수생 2 역
- 2000년 《미인》 남자 역
- 2001년 《아이 러브 유》 지후 역
- 2003년 《은장도》 주학 역
- 2004년 《30분 종련애》 송자명 역
- 2006년 《조폭 마누라 3》 꽁치 역
- 2011년 《7광구》 김동수 역
- 2012년 《바람과 함께 사라지다》 백동수 역
- 2014년 《하이힐》 이석 역 (특별출연)
- 2015년 《연애의 맛》 왕성기 역
- 2015년 《아일랜드 - 시간을 훔치는 섬》 K 역
- 2016년 《대결》 한재희 역
- 2017년 《커피메이트》 희수 역
- 2019년 《질투의 역사》 정원호 역
- 2019년 《수상한 이웃》 태성 역
- 2020년 《악몽》 이연우 역
- 2020년 《프리즈너》 - 신세도 역
- 2020년 《태백권》 성준 역
- 2020년 《용루각: 비정도시》 - 김 신부 역
- 2021년 《용루각2: 신들의 밤》 - 김 신부 역
- 2021년 《이번엔 잘 되겠지》 (특별출연)
- 2021년 《타이거마스크》 만식 역 (우정출연)
- 2022년 《타짜 전설의 땁》
- 2023년 《인드림》 - 재인 역

### 예능
- 2001년 SBS 《김혜수의 플러스 유》
- 2002년 SBS 《뷰티풀 선데이 - 통일 바닷길 종단》
- 2009년 ~ 2010년 KBS2 《천하무적 토요일 - 천하무적 야구단》
- 2016년 SBS 《정글의 법칙》
- 2016년 KBS2 《해피선데이 - 슈퍼맨이 돌아왔다》 - 최초로 외동딸 오서흔 (태명:지봉이) 공개와 동시에 공동육아구역 OGG 멤버 합류
- 2020년 ~ 2021년 SBS 《동상이몽 2 - 너는 내 운명》
- 2020년 TV조선 《퍼펙트 라이프》
- 2021년 TV조선 《골프왕》
- 2021년 유튜브 《스타골프빅리그》
- 2024년  SBS 《신발 벗고 돌싱포맨》 게스트

### 교양
- 2019년 TV조선 《식객 허영만의 백반기행》 - 게스트 (4회)
- 2020년 TV조선 《퍼펙트 라이프》 - 진행

### 뮤직 비디오
- 박은신 `슬픈사랑`
- 박지윤 `가버려`
- 부활 `리플리히`
- J `8318`
- 박기영 `산책`
- 조관우 `메모리즈`
- Jessica & 김민종 `Love You For All Time`
- 피닉스 ‘My Love For You’
- V.O.S `시한부`
- 최현준 (Duet With 먼데이 키즈 진성) `나 이젠`
- 이승철 `고백`

## 모델
- 겐조
- 베르사체
- 크리스챤 디올 2005 F/W 컬렉션
- 앙드레 김 패션쇼
- 2005~06 F/W 서울 컬렉션 곽현주 컬렉션
- 중국 디젤 론칭 기념 패션쇼
- 리바이스 레드룹 패션쇼
- 앙드레 김 패션 판타지아
- 서울패션위크 S/S 09' 송지오 패션쇼

## 광고 및 홍보대사
| - 모토로라 - 라네즈 - 10cm 미인편 - 하이트 맥주 - 호수의 수줍은 연인편 - 홀스 - 일본편 - 리바이스 - 리바트 - 좋은사람들 보디가드 (이유진과 함께 출연) - 프라이언 - 베스킨라빈스 - 굿모닝신한증권 - 아모레퍼시픽 헤라 옴므 - 카페라떼 - 에스콰이아 - 소르젠떼 - 샤몽화장품 VOV For man NO.3 - 러시앤캐시 OK!저축은행 | - 르노삼성자동차 SM5 - 현대약품 시노카 - 삼성전자 - 삼성 애니콜 - 중국편 - 삼성전자 IH압력밥솥 굿모닝 - 삼성전자 PAVV홈시어터 - 삼성 캠코더 - 2009년 7월 부산국제광고제 홍보대사 - KTF K뱅크 - 세정 트레몰로 전속 - 서울우유 셀크 - 한화 꿈에그린 전속 - 우리은행 우리V카드 - 남편 기살리기 편 - 농심 오징어짬뽕 - HK이노엔 헛개 컨디션파워/컨디션 헛개수 |

## 수상 및 후보
| 연도 | 시상식                         | 부문                                   | 작품                      | 결과 |
| ---- | ------------------------------ | -------------------------------------- | ------------------------- | ---- |
| 2000 | 제21회 청룡영화상              | 신인남우상                             | 미인                      | 후보 |
| 2004 | KBS 연기대상                   | 남자 조연상                            | 두 번째 프러포즈          | 수상 |
| 2005 | MBC 연기대상                   | 남자 우수연기상                        | 신입사원                  | 후보 |
| 2006 | MBC 연기대상                   | 남자 우수연기상                        | 환상의 커플               | 후보 |
| 2006 | MBC 연기대상                   | 남자 인기상                            | 환상의 커플               | 수상 |
| 2006 | MBC 연기대상                   | 베스트 커플상 (with 한예슬)            | 환상의 커플               | 수상 |
| 2007 | SBS 연기대상                   | 10대 스타상                            | 칼잡이 오수정             | 수상 |
| 2007 | SBS 연기대상                   | 특별기획부문 남자 연기상               | 칼잡이 오수정             | 후보 |
| 2009 | 아시아 모델 페스티벌 어워즈    | 모델스타상                             | 빈칸                      | 수상 |
| 2009 | MBC 연기대상                   | 베스트 커플상 (with 김남주)            | 내조의 여왕               | 후보 |
| 2010 | KBS 연기대상                   | 중편드라마부문 남자 우수연기상         | 추노                      | 수상 |
| 2013 | 제21회 대한민국문화연예대상    | 드라마부문 남자 우수연기상             | 직장의 신                 | 수상 |
| 2013 | KBS 연기대상                   | 남자 최우수연기상                      | 직장의 신                 | 후보 |
| 2013 | KBS 연기대상                   | 미니시리즈부문 남자 우수연기상         | 직장의 신                 | 수상 |
| 2013 | KBS 연기대상                   | 베스트 커플상 (with 김혜수)            | 직장의 신                 | 수상 |
| 2016 | KBS 연기대상                   | 미니시리즈부문 남자 우수연기상         | 오 마이 금비              | 후보 |
| 2016 | KBS 연기대상                   | 베스트 커플상 (with 허정은)            | 오 마이 금비              | 수상 |
| 2018 | SBS 연기대상                   | 월화드라마부문 남자 우수연기상         | 키스 먼저 할까요          | 후보 |
| 2019 | MBC 연기대상                   | 일일·주말 드라마부문 남자 최우수연기상 | 두 번은 없다              | 후보 |
| 2020 | SBS 연예대상                   | 베스트 팀워크상                        | 동상이몽 2 - 너는 내 운명 | 수상 |
| 2021 | 제7회 아시아태평양 스타 어워즈 | 연속극부문 남자 최우수연기상           | 두 번은 없다              | 후보 |